# Attribuut (beeldende kunst)

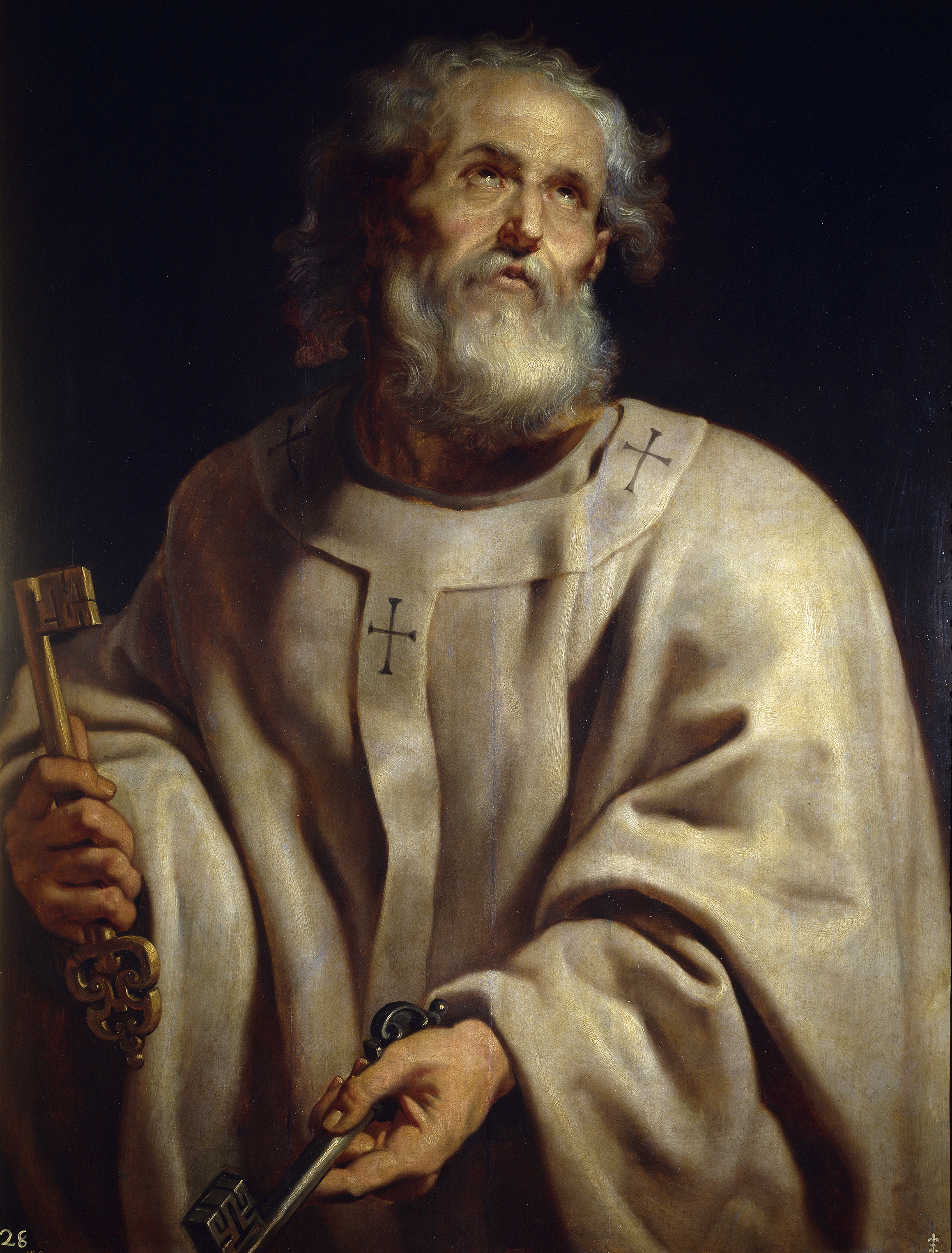
De apostel Petrus door Peter Paul Rubens afgebeeld met de sleutels van de hemel. Andere attributen van Petrus zijn een omgekeerd kruis, een vissersnet en een haan.

Een attribuut is een symbool dat in de beeldende kunst wordt gebruikt om duidelijk te maken welke persoon of figuur is afgebeeld. 
Dit kan een dier, object, teken of plant zijn. De attributen zijn op een of andere manier verbonden met de afgebeelde persoon of figuur. Onder andere worden mythologische en Bijbelse figuren, heiligen, personificaties en soms ook historische figuren van een symbolisch attribuut voorzien.

## Geschiedenis
Het attribuut stamt al uit de Griekse en Egyptische oudheid waar de goden herkenbaar waren door hun attributen. De Griekse helden waren ook met attributen uitgerust, zoals Herakles met een leeuwenvel. De Romeinse kunst had eveneens attributen voor de diverse goden die vaak met hun functie te maken hadden. Met het begin van de middeleeuwen (ongeveer 6e eeuw) nam het gebruik van attributen af en konden figuren alleen nog maar aan de onderschriften of de plaats in een afgebeelde scène worden herkend. In de loop van de 12e eeuw kwam er toch weer behoefte aan het herkenbaar maken van figuren (met name voor de grote groep ongeletterden) door middel van symboliek, en werden er voor de verschillende heiligen en Bijbelfiguren bijpassende attributen bedacht die sinds die tijd worden gebruikt.

## Functie
De attributen hebben twee functies, ten eerste om een figuur te identificeren en ten tweede om een deel van de levensgeschiedenis van de figuur te vertellen. Bij martelaren wordt heel vaak het martelwerktuig afgebeeld. Zo heeft de heilige Stefanus stenen als attribuut: deze eerste martelaar van het christendom is om het leven gebracht door steniging.
Er zijn twee soorten attributen te onderscheiden bij het identificeren van een figuur. Ten eerste de individuele attributen die een figuur vaak meteen herkenbaar maken. De tweede soort is het algemene attribuut dat bij een groep figuren hoort, zoals het aureool bij een heilige of een kroon bij een koning. Vaak is er een combinatie van een algemeen en individueel attribuut om de herkenbaarheid te vergroten en verwarring met andere figuren te voorkomen. In de heraldiek worden vaak uitsluitend de attributen afgebeeld als verwijzing. Een voorbeeld is het gebruik van een fleur-de-lys op een wapen als verwijzing naar de maagd Maria.